# آنا گاوریلنکو
آنا گاوریلنکو (به انگلیسی: Anna Gavrilenko) ژیمناست زادهٔ ۱۰ ژوئیهٔ ۱۹۹۰ میلادی اهل کشور روسیه است.